# Adel Al Mulla
Adel Al Mulla (7 dicembre 1970 – 7 maggio 2022) è stato un calciatore qatariota, di ruolo attaccante.

## Carriera

### Club
Ha giocato fino al 2001 nell'Al-Rayyan. Nel 2001 si è trasferito all'Al-Arabi.

### Nazionale
Ha debuttato in Nazionale maggiore il 29 ottobre 1992, in Qatar-Thailandia (1-1). Ha messo a segno la sua prima rete con la maglia della Nazionale il 2 giugno 2000, nell'amichevole Singapore-Qatar (1-5), siglando la rete del momentaneo 0-1 al minuto 53. Con la maglia della Nazionale ha partecipato alla Coppa d'Asia 1992 e alla Coppa d'Asia 2000. Ha collezionato in totale, con la maglia della Nazionale, 9 presenze e una rete.

## Statistiche

### Cronologia presenze e reti in Nazionale
| Cronologia completa delle presenze e delle reti in nazionale ― Qatar | Cronologia completa delle presenze e delle reti in nazionale ― Qatar | Cronologia completa delle presenze e delle reti in nazionale ― Qatar | Cronologia completa delle presenze e delle reti in nazionale ― Qatar | Cronologia completa delle presenze e delle reti in nazionale ― Qatar | Cronologia completa delle presenze e delle reti in nazionale ― Qatar | Cronologia completa delle presenze e delle reti in nazionale ― Qatar | Cronologia completa delle presenze e delle reti in nazionale ― Qatar |
| Data                                                                 | Città                                                                | In casa                                                              | Risultato                                                            | Ospiti                                                               | Competizione                                                         | Reti                                                                 | Note                                                                 |
| -------------------------------------------------------------------- | -------------------------------------------------------------------- | -------------------------------------------------------------------- | -------------------------------------------------------------------- | -------------------------------------------------------------------- | -------------------------------------------------------------------- | -------------------------------------------------------------------- | -------------------------------------------------------------------- |
| 29-10-1992                                                           | Hiroshima                                                            | Qatar                                                                | 1 – 1                                                                | Thailandia                                                           | Coppa d'Asia 1992                                                    | -                                                                    |                                                                      |
| 25-05-1996                                                           | Doha                                                                 | Qatar                                                                | 2 – 5                                                                | Russia                                                               | Amichevole                                                           | -                                                                    | 70’                                                                  |
| 19-09-1997                                                           | Doha                                                                 | Qatar                                                                | 0 – 2                                                                | Kuwait                                                               | Qual. Mondiali 1998                                                  | -                                                                    | 87’                                                                  |
| 10-11-1997                                                           | Riyad                                                                | Arabia Saudita                                                       | 1 – 0                                                                | Qatar                                                                | Qual. Mondiali 1998                                                  | -                                                                    | 60’                                                                  |
| 02-06-2000                                                           | Singapore                                                            | Singapore                                                            | 1 – 5                                                                | Qatar                                                                | Amichevole                                                           | 1                                                                    | 53’ 74’                                                              |
| 27-09-2000                                                           | Doha                                                                 | Qatar                                                                | 1 – 2                                                                | Iran                                                                 | Amichevole                                                           | -                                                                    | 46’                                                                  |
| 01-08-2001                                                           | Doha                                                                 | Qatar                                                                | 2 – 1                                                                | Iran                                                                 | Amichevole                                                           | -                                                                    | 80’                                                                  |
| 26-08-2001                                                           | Tashkent                                                             | Uzbekistan                                                           | 2 – 1                                                                | Qatar                                                                | Qual. Mondiali 2002                                                  | -                                                                    | 57’                                                                  |
| 14-09-2001                                                           | Doha                                                                 | Qatar                                                                | 0 – 0                                                                | Iraq                                                                 | Amichevole                                                           | -                                                                    | 46’                                                                  |
| Totale                                                               |                                                                      | Presenze                                                             | 9                                                                    |                                                                      | Reti                                                                 | 1                                                                    |                                                                      |